# Jakob Löwenstein
Jakob-Koppel Löwenstein (17. August 1799 in Bruchsal – 27. Juli 1869 in Tauberbischofsheim) war Autor und Bezirksrabbiner in Baden.

## Familie
Jakob Löwenstein war der Sohn von Joseph Löwenstein. Er lernte an der Jeschiwa in Bruchsal bei Pelta Epstein, ab 1813 in Karlsruhe bei Ascher Löw und Aron Ettlinger, ab 1816 in Mainz bei Herz Scheuer, ab 1820 in Hanau bei Moses Sontheim, 1825 in Würzburg bei Abraham Bing. 1825 und 1826 war er an der Universität Würzburg immatrikuliert. 
Löwenstein heiratete 1829 Regina (Rechel) geborene Ettlinger (geboren 1806 in Karlsruhe; gestorben 1880 in unbekannt). Aus dieser Ehe stammen dreizehn Kinder, von denen die folgenden elf in Gailingen am Hochrhein geboren wurden: Adelheid (geboren am 26. Mai 1830), Hannchen (geboren am 24. Mai 1831), Minette (geboren am 20. August 1832; gestorben am 10. April 1835), Isaac (geboren am 5. Oktober 1834), Rebekka (geboren am 16. April 1836), Samuel (geboren am 17. Januar 1838), Babette (geboren am 29. Dezember 1839), Mirjam (geboren am 31. Dezember 1841), Leopold (1843–1923), Judith (geboren am 16. September 1845) und Joseph (geboren am 29. Dezember 1847).

## Beruflicher Werdegang
Jakob Löwenstein war 1825 und 1826 an der Universität Würzburg immatrikuliert. 
Er wurde 1825 dortselbst zum Dr. phil. promoviert. Ab 1829 war er Rabbiner in Gailingen, wo er zur feierlichen Einweihung der neuen Synagoge am 9. September 1836 als Bezirksrabbiner die Ansprache hielt. Schließlich war er von 1852 bis zu seinem Tod Bezirksrabbiner in Tauberbischofsheim, wo r auch eine Jeschiwa für Gymnasiasten leitete. In den Jahren 1857–58 und 1859–61 verwaltete er gleichzeitig das Rabbinat Merchingen. 
Er war neuorthodox. Sein Werk Menoah tehorah oder Das reine Judenthum ... gilt als erste orthodoxe Streitschrift in deutscher Sprache. Er korrespondierte mit dem „Wunderrabbi von Michelstadt“ Seckel Löb Wormser.

## Werke
- Menoah tehorah oder Das reine Judenthum als Gegenstück des von Dr. M. Creizenach unter dem Titel Chariag herausgegebenen ersten Theils seines Schulchan Aruch. Schaffhausen 1835 (Digitalisat bei ub.uni-frankfurt.de)